# ロイド・ウィリアムズ
ロイド・ウィリアムズ（Lloyd Williams、1989年11月30日 - ）は、ユナイテッド・ラグビー・チャンピオンシップ、カーディフ・ラグビーに所属するラグビー選手。

## プロフィール
- ウェールズ・カーディフ出身。
- ポジションはスクラムハーフ(SH)、ウィング(WTB)。
- 身長 183cm、体重 87kg
- ウェールズ代表キャップは31（2021年1月現在）でラグビーワールドカップ2011・ラグビーワールドカップ2015のウェールズ代表に選ばれた[1]。
- バーバリアンズに選ばれたことがある[2]。

## 略歴
2010年、カーディフ・ブルーズ(現:カーディフ・ラグビー)に加入。